# 伊左地町
伊左地町（いさぢちょう）は静岡県浜松市中央区の町名。丁番を持たない単独町名である。住居表示未実施。

## 地理
浜松市中央区の北西部、伊佐見地区の東部に位置する。東で西山町、西で佐浜町、南で大人見町・大久保町・神原町、北で湖東町と接する。

### 河川
- 伊佐地川
- 小伊佐地川
- 友田川

### 学区
小学校・中学校の学区は以下の通りである。
- 浜松市立伊佐見小学校
- 浜松市立湖東中学校

## 歴史

### 沿革
- 1889年（明治22年）4月1日 - 町村制の施行により、伊左地村が周辺の村と合併して敷知郡伊佐見村となる[WEB 8]。旧村名は伊佐見村の大字として残る[書籍 1]。
- 1896年（明治29年）4月1日 - 郡制の施行により、伊佐見村の所属郡が浜名郡に変更となる。
- 1956年（昭和31年）9月30日 – 伊佐見村と和地村が合併して湖東村となる。
- 1960年（昭和35年）10月1日 - 湖東村が浜松市に編入される。
- 1963年（昭和38年）7月1日 - 大字伊左地から伊左地町へ町名を変更する[書籍 2]。
- 1969年（昭和44年）10月1日 - 伊佐見農協・和地農協・富塚農協の3つの農協が合併し、浜松市伊和富農協発足。
- 1974年（昭和49年）4月1日 - 浜松市立伊左地幼稚園と浜松市立佐浜幼稚園が統合し、浜松市立伊佐見幼稚園開設。
- 1975年（昭和50年）5月 - 浜松木工団地竣工。
- 1980年（昭和55年）8月11日 - 浜松市農村環境改善センター開館。
- 1981年（昭和56年）3月24日 - 浜松市西部衛生工場落成。
- 1992年（平成4年）5月 - 浜松市立伊佐見公民館が現在地へ新築移転
- 1995年（平成7年）4月1日 - 浜松市伊和富農協が周辺の13農協と合併し、とぴあ浜松農協発足。
- 1996年（平成8年）4月 - 伊左地郵便局が現在地へ新築移転。
- 2007年（平成19年）4月1日 - 浜松市が政令指定都市となる。伊左地町は西区の一部となる。
- 2013年（平成25年）4月1日 - 浜松市立伊佐見公民館が浜松市伊佐見協働センターへ名称変更。
- 2021年（令和3年）8月12日 - 和地交番が新築移転し、湖東交番へ名称変更。
- 2024年（令和6年）1月1日 - 浜松市の行政区再編により、伊左地町は中央区の一部となる。

## 施設
- 浜松市立伊佐見幼稚園
- 浜松市立伊佐見小学校
- 静岡県警察浜松西警察署湖東交番
- 浜松市伊佐見協働センター
- 浜松市農村環境改善センター
- 浜松市西部衛生工場
- JAとぴあ浜松伊佐見支店
- 伊左地郵便局
- 医療法人社団和恵会湖東病院
- 中野町産業 本社
- ソラーレ 本社
- 浜松環境整備 本社
- 浜松木工団地
  - 名陽木工 本社
  - ソフテック 本社
  - 中野町チップ 本社
  - エイピースミヨシ 本社
- デリフロールジャパン 本社
- 成興技研 本社
- 杏林堂ドラッグストア伊佐地店
- セブン-イレブン（浜松伊左地町店、浜松伊左地北店）
- 森の水車公園
- 緑ヶ丘団地
- 伊左地緑地
- 緑ヶ丘第一公園
- 緑ヶ丘第二公園
- 伊佐見農村公園
- 伊左地北原運動公園
- 石の塔古墳
- 臨済宗方広寺派南湖山善水寺
- 臨済宗方広寺派冨泉山西江院
- 熊野神社
- 八幡神社

## 交通

### バス
- 遠鉄バス8・8-33伊佐見線：（浜松駅 方面（医療センター経由） - ）前平西 - 前平 - 伊佐見橋 - 伊佐地中村 - JA伊佐見支店 - 伊佐見小学校 - 湖東病院前（ - 山崎 方面）
- 遠鉄バス30・31舘山寺線（31は伊佐見橋発着）：（浜松駅 方面（浜松北高経由） - ）前平西 - 前平 - 伊佐見橋 - 北原 - 赤坂（ - 舘山寺町・村櫛・浜名湖ガーデンパーク 方面）

### 道路
- 静岡県道48号舘山寺鹿谷線（舘山寺街道）
- 静岡県道49号細江舞阪線
- 静岡県道65号浜松環状線
- 静岡県道364号湖東和合線

## その他

### 警察
警察の管轄区域は以下の通りである。
| 番・番地等 | 警察署       | 交番・駐在所 |
| ---------- | ------------ | ------------ |
| 全域       | 浜松西警察署 | 湖東交番     |

### 消防
消防の管轄区域は以下の通りである。
| 番・番地等 | 消防署   | 本署/出張所 |
| ---------- | -------- | ----------- |
| 全域       | 西消防署 | 湖東出張所  |

### 書籍
1. ↑  『浜松市史 三』浜松市役所、1980年3月26日、176頁。
2. ↑  『わがまち文化誌 和の里 今むかし』浜松市立和地公民館、2000年8月10日、345頁。

### WEB
1. ↑  “h02_22.csv”.   総務省 (2022年2月10日). 2024年7月2日閲覧。[リンク切れ]
2. ↑  “chuouku_menseki.xlsx”.   浜松市 (2024年3月12日). 2024年7月26日閲覧。
3. ↑  “静岡県 浜松市中央区 伊左地町の郵便番号 - 日本郵便”.   日本郵便. 2025年2月15日閲覧。
4. ↑  “市外局番の一覧”.   総務省 (2022年3月1日). 2024年7月26日閲覧。
5. ↑  “事業所案内及び管轄地域（事務所3件、分室3件）”.   一般社団法人静岡県自動車会議所. 2024年7月26日閲覧。
6. ↑  “住居表示実施状況／浜松市”.   浜松市 (2024年1月4日). 2024年7月26日閲覧。
7. ↑  “学校名から探す／浜松市”.   浜松市 (2024年1月1日). 2024年7月26日閲覧。
8. ↑  “historyofcities.pdf”.   静岡県総務部合併推進室・財団法人静岡県市町村振興協会. 2024年9月26日閲覧。
9. ↑  “湖東交番｜静岡県警察”.   静岡県警察 (2024年1月1日). 2024年7月26日閲覧。
10. ↑  “消防署の町別管轄「い」／浜松市”.   浜松市 (2020年3月25日). 2024年7月26日閲覧。